# Zygmunt Boras
Zygmunt Boras (ur. 8 lipca 1927 w Szczercowie, zm. 29 sierpnia 2008 w Skokach) – polski historyk, nauczyciel akademicki, profesor nauk humanistycznych i działacz społeczny. Uczeń prof. Janusza Pajewskiego.

## Życiorys
Urodził się 8 lipca 1927 w Szczercowie w rzemieślniczej rodzinie Wincentego Borasa i Anieli z Murlikiewiczów. Miał sześcioro rodzeństwa.
W 1958 został doktorem (promotor prof. Janusz Pajewski). W 1982 habilitował się na podstawie dorobku naukowego i rozprawy Związki Śląska i Pomorza Zachodniego z Polską w XVI w. W 1986 został profesorem Uniwersytetu im. Adama Mickiewicza w Poznaniu. W latach 1985–1987 był prodziekanem Wydziału Historycznego UAM.
Zajmował się dziejami Europy i Polski, od średniowiecza po XX wiek, a w szczególności historią Śląska, Pomorza Zachodniego oraz dziejami Wielkopolski. Upodobał sobie zwłaszcza ziemię wałecką i region nadnotecki – z Piłą jako głównym ośrodkiem. Opisał też historię miast wielkopolskich, Nowej Marchii i Pomorza, m.in. Wałcza, Poznania, Margonina, Wągrowca, Rogoźna, Wapna, Międzyrzecza, Szczecinka, Piły, Gorzowa Wielkopolskiego, Ostrzeszowa. Sporządził monografię hetmanów polskich i litewskich, pasjonowała go nawet historia kultury (np. teatr jezuicki). Wiele z tez wysuniętych przez prof. Zygmunta Borasa, jak i odkryć źródłowych miało oryginalny i pionierski charakter. Od początku swój warsztat naukowo-badawczy związał z Piłą, popularyzował przeszłość miasta na łamach "Głosu Pilskiego" (1959-1960), był sekretarzem redakcji "Rocznika Pilskiego" (1960-1962), nieprzerwanie od pierwszego tomu związany z "Rocznikiem Nadnoteckim". W latach 1963–1976 był sekretarzem redakcji, od 1977 do 1993 zastępcą redaktora, a w latach 1994-1999 redaktorem naczelnym. Prof. Zygmunt Boras nie tylko redagował "Rocznik Pilski" i "Rocznik Nadnotecki" ale i zamieszczał na ich łamach własne artykuły dotyczące Piły. Systematycznie i regularnie współpracował także z "Ziemią Nadnotecką". W 1993 wspólnie z prof. drem hab. Zbigniewem Dworeckim wydał monografię "Piła, zarys dziejów" (do 1945). Odszukał w archiwach uniwersyteckich Uniwersytetu im. Adama Mickiewicza w Poznaniu przywileje nadane przez królów Jana Kazimierza i Jana III Sobieskiego, które obecnie są uznawane za dokumenty świadczące o tradycjach akademickich Poznania sięgających XVI wieku.
Pod jego kierunkiem powstało wiele prac magisterskich i doktorskich, tematycznie związanych z Piłą i ziemią nadnotecką.
Współpracował z instytucjami kultury, muzeami, biblioteką publiczną oraz Towarzystwem Miłośników Miasta Piły. Pełnił opiekę naukową oraz wygłaszał odczyty i wykłady na sesjach oraz konferencjach naukowych poświęconych między innymi Józefowi Wybickiemu, Stanisławowi Staszicowi, Panteleonowi Szumanowi oraz innym ludziom regionu.
Ostatnie lata swojego życia spędził w Grylewie, pod Wągrowcem. Tam poświęcił się ratowaniu zabytkowego dworku – jednego z najpiękniejszych późnobarokowych w Wielkopolsce. Z jego gościny korzystali m.in. uczestnicy rajdu samochodowego po ziemi wągrowieckiej, regionaliści, a także chętnie przyjeżdżali tam artyści na plenery malarskie. W grudniu 2000 z okazji Millenium zorganizował "Bal Tysiąclecia", w którym uczestniczyły środowiska twórcze.
29 sierpnia 2008 zmarł w wypadku samochodowym w Skokach. Pochowany został na cmentarzu przy ul. Jasna Rola w Poznaniu.

## Życie prywatne
Był żonaty z Janiną, germanistką. Mieli dwoje dzieci: córkę Katarzynę (germanistkę) oraz syna Przemysława (kulturoznawcę).

## Odznaczenia i wyróżnienia
Otrzymał m.in.:
- Honorowy Obywatel Piły (2004)[4]
- tytuł Członka Honorowego Towarzystwa Miłośników Miasta Piły (2000)
- wpis do Księgi Pamiątkowej Miasta Piły (2000)
- Krzyż Kawalerski Orderu Odrodzenia Polski (1986)
- Odznaka Honorowa Miasta Poznania (1983)
- nagroda Wojewódzkiej Rady Narodowej (1983)
- Złoty Krzyż Zasługi (1973)
- odznaka „Za Rozwój Województwa Poznańskiego” (1962)

## Wybrane publikacje
- Boras Zygmunt red., Dzieje Rogoźna, Biblioteka "Kroniki Wielkopolski", Poznań 1993.
- Sulechów i okolice. Monografia historyczna, (Poznań 1985 – z doc. Zbigniewem Dworeckim i doc. Józefem Morzym).